# Eamon Duffy

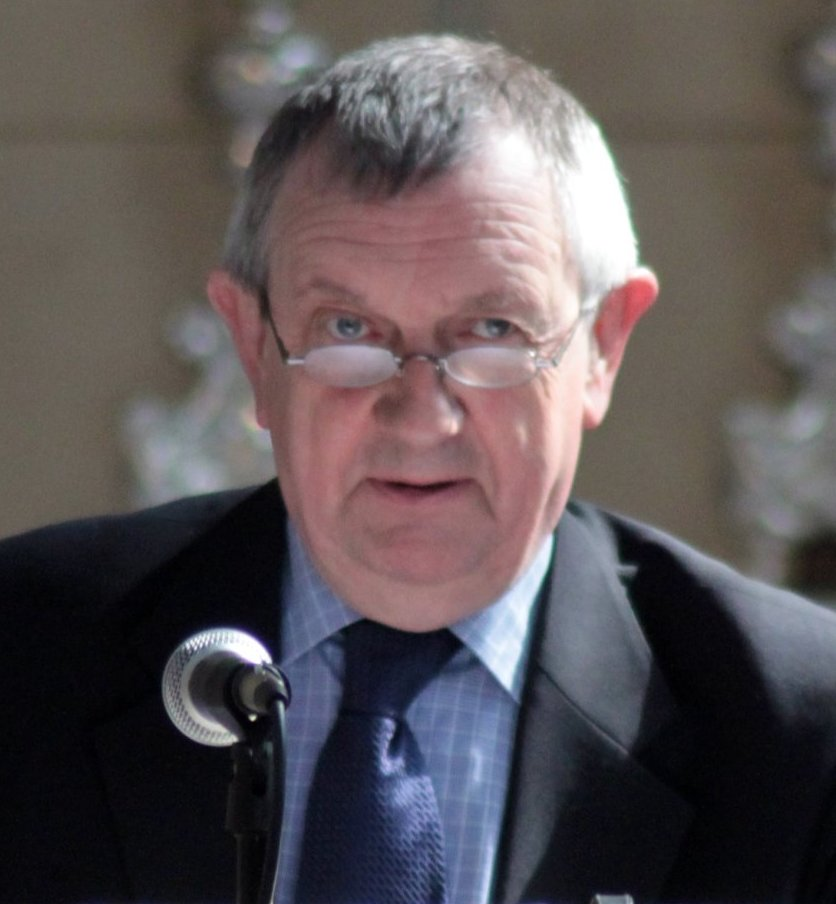
Eamon Duffy (2010)

Eamon Duffy (* 9. Februar 1947 in Dundalk) ist ein irischer Kirchenhistoriker und Hochschullehrer, der 2002 mit dem Hawthornden-Preis ausgezeichnet wurde.

## Leben
Nach dem Schulbesuch absolvierte Duffy ein Studium der Kirchengeschichte an der University of Cambridge bei den Professoren Owen Chadwick und Gordon Rupp und war danach zunächst als Lecturer an der University of Durham sowie am King’s College London. Später übernahm Duffy eine Professur für Kirchengeschichte an der University of Cambridge, an dem er zeitweise auch Präsident des Magdalene College war. 2004 wurde er zum Mitglied der British Academy gewählt.
Für sein Buch The Voices of Morebath: Reformation and Rebellion in an English Village (2001) wurde er 2002 mit dem Hawthornden-Preis ausgezeichnet. Neben seiner Lehrtätigkeit nahm er als Gast auch an Radio- und Fernsehsendungen teil und war auch Literaturkritiker wie zum Beispiel für die The New York Review of Books.

## Veröffentlichungen
- Humanism, Reform and the Reformation: The Career of Bishop John Fisher, Mitautor Brendan Bradshaw (1989)
- The Stripping of the Altars. Traditional Religion in England, 1400-1580. Yale University Press, New Haven 1992, New Edition 2022, ISBN 978-0-300-25441-9
- Saints & Sinners: A History of the Popes (1997)
- Faith of Our Fathers: Reflections on Catholic Tradition (2004)
- Walking to Emmaus (2006)
- Marking the Hours: English People and Their Prayers, 1240-1570 (2007)
- Fires of Faith: Catholic England under Mary Tudor (2009)

in deutscher Sprache
- Die Päpste : die große illustrierte Geschichte, Originaltitel Saints and Sinners, 1999, ISBN 3-426-27109-5